# 小田嶽夫
小田嶽夫（1900年7月5日—1979年6月2日），日本小說家。出身於新潟縣高田市（現在的上越市）竪春日町。本名為小田武夫（嶽夫與武夫發音相同）。
畢業於高田中學（現新潟縣立高田高等學校）、東京外國語大學支那語學科，之後進入外務省工作。在中國杭州領事館等地擔任外務書記。 
1936年以『城外』贏得第3屆芥川賞。
他大部分的作品都是在處理中國題材，代表作『城外』也是其中之一。而『高陽草子』一書則是充滿了對故鄉高田的感情。